# Aspèras
Aspèras (en francès Aspères) és un municipi francès situat al departament del Gard i a la regió d'Occitània.